# Елміра (Каліфорнія)
Елміра (англ. Elmira) — переписна місцевість (CDP) в США, в окрузі Солано штату Каліфорнія. Населення — 193 особи (2020).

## Географія
Елміра розташована за координатами 38°21′8″ пн. ш. 121°54′28″ зх. д. / 38.35222° пн. ш. 121.90778° зх. д. (38.352325, -121.907718).  За даними Бюро перепису населення США в 2010 році переписна місцевість мала площу 1,38 км², уся площа — суходіл.

## Демографія
Згідно з переписом 2010 року, у переписній місцевості мешкало 188 осіб у 85 домогосподарствах у складі 47 родин. Густота населення становила 137 осіб/км².  Було 91 помешкання (66/км²).
Расовий склад населення:
| - 79,8 % — білих - 5,3 % — корінних американців - 1,1 % — азіатів - 0,5 % — чорних або афроамериканців - 9,0 % — осіб інших рас |

До двох чи більше рас належало 4,3 %. Частка іспаномовних становила 25,0 % від усіх жителів.
За віковим діапазоном населення розподілялося таким чином: 18,1 % — особи молодші 18 років, 68,1 % — особи у віці 18—64 років, 13,8 % — особи у віці 65 років та старші. Медіана віку мешканця становила 43,4 року. На 100 осіб жіночої статі у переписній місцевості припадало 118,6 чоловіків;  на 100 жінок у віці від 18 років та старших — 108,1 чоловіків також старших 18 років.
Середній дохід на одне домашнє господарство  становив 58 675 доларів США (медіана — 70 298), а середній дохід на одну сім'ю — 70 355 доларів (медіана — 69 405). За межею бідності перебувало 6,4 % осіб, у тому числі 0,0 % дітей у віці до 18 років та 0,0 % осіб у віці 65 років та старших.
Цивільне працевлаштоване населення становило 142 особи. Основні галузі зайнятості: освіта, охорона здоров'я та соціальна допомога — 26,8 %, будівництво — 23,9 %, роздрібна торгівля — 21,1 %.